# Баевский, Вадим Соломонович
Вади́м Соломо́нович Бае́вский (28 сентября 1929, Харьков, Украинская ССР, СССР — 13 ноября 2013, Смоленск, Россия) — советский и российский литературовед, литературный критик, педагог, публицист, поэт, историк и теоретик литературы, писатель, переводчик. Доктор филологических наук (1974), профессор. Автор оригинальных исследований о творчестве Пушкина, Некрасова, Блока, Бориса Пастернака, Твардовского, Рыленкова, Давида Самойлова. Вадим Баевский создал смоленскую филологическую школу по исследованию историко-культурных связей русской поэзии и теории стиха.

## Биография
Родился в семье сценариста Соломона Лазурина и сотрудницы радиотелеграфного агентства Украины Софьи Исааковны Кессель (1899—1961). Племянник разведчика Артура Баевского и переводчицы Маргариты Кессель. Детские годы провёл в Одессе.
В 1951 году окончил Киевский педагогический институт.
В 1965 году защитил диссертацию на соискание учёной степени кандидата педагогических наук по теме «Вопросы методики воспитания литературного вкуса на уроках литературы в старших классах».
В 1974 году в Тартуском университете защитил диссертацию на соискание учёной степени доктора филологических наук по теме «Типология стиха русской лирической поэзии» В качестве официальных оппонентов выступили Ю. М. Лотман, Б. Ф. Егоров и Б. М. Гаспаров. Из-за отрицательной рецензии со стороны П. А. Руднева и положительной рецензии А. Н. Колмогорова был вынужден повторить защиту диссертации.
В 1979 году присвоено учёное звание профессора.
Основная сфера интересов — история русской поэзии XIX и XX вв., теория стиха.
Был профессором и заведующим кафедрой истории и теории литературы Смоленского государственного университета, членом Союза российских писателей.

## Семья
- Жена — филолог-романист Эда Моисеевна Береговская.
  - Дочь — филолог Елена Баевская.
- Двоюродный брат — Герой Советского Союза Георгий Артурович Баевский.

## Награды
- Почётное звание «Заслуженный деятель науки Российской Федерации» (2000) — за заслуги в научной деятельности[6]

22 февраля 2013 года стал первым лауреатом литературной премии имени Николая Рыленкова.

## Публикации

### Научные труды

#### Диссертации
- Баевский В. С. Вопросы методики воспитания литературного вкуса на уроках литературы в старших классах / Автореферат дисс. на соискание уч. степени канд. педагогич. наук. — М., 1965. 18 с.
- Баевский В. С. Типология стиха русской лирической поэзии: Автореферат дисс. на соискание уч. степени доктора филологических наук. — Тарту, 1974. — 35 с.

#### Монографии
- Баевский В. С. Эстетическое воспитание на уроках литературы. — М.: АПН РСФСР, 1960. — 39 с.
- Баевский В. С. Стих русской советской поэзии. Смоленск: СГПИ имени К. Маркса, 1972.
- Баевский В. С. Специальный практикум по анализу литературных произведений. — М., 1979. — 15 с.
- Баевский В. С. Давид Самойлов: Поэт и его поколение. М.: Советский писатель, 1986. — 256 с.
- Баевский В. С. Сквозь магический кристалл: Поэтика «Евгения Онегина», романа в стихах А. Пушкина. — М.: Прометей, 1990. — 158 с.
- Баевский В. С. В нём каждый вершок был поэт: Записки о Д. Самойлове. Смоленск: СГПИ имени К. Маркса, 1992. — 96 с.
- Баевский В. С. Б. Пастернак-лирик: Основы поэтической системы. Смоленск: Траст-имаком, 1993. — 240 с.
- Баевский В. С. История русской поэзии. 1730—1980. Компендиум. — М.: Интерпракс, 1994. (Изд. 2-е, Смоленск: Русич, 1994. Изд. 3-е, М.: Новая школа, 1996. Изд. 4-е, М.: УРСС, 2004.)
- Македонов А. В. Эпохи Твардовского. Баевский В. С. Смоленский Сократ. Илькевич Н. Н. «Дело» Македонова. — Смоленск: Траст-Имаком, 1996.
- Баевский В. С. Пастернак. — М.: Издательство Московского университета, 1997. (Изд. 2-е: 1999. Изд. 3-е: 2002.)
- Баевский В. С. История русской литературы XX века. — М.: Языки русской культуры, 1999. (Изд. 2-е. М.: Языки славянской культуры, 2003.)
- Баевский В. С. Лингвистические, математические, семиотические и компьютерные модели в истории и теории литературы. М.: Языки славянской культуры, 2001.
- Баевский В. С. Леонид Семёнов. Стихотворения. Проза. — М.: Наука, 2007. — 578 с. (Подготовка издания: составление, статья, хронологическая канва, подготовка текста, примечания).

#### Статьи в журналах и сборниках
- Вадим Баевский в «Журнальном зале»

- Баевский В. С. «Рудин» И. С. Тургенева: к вопросу о жанре // Вопросы литературы. — 1958. — № 2. — С. 134—138.
- Баевский В. С. Лирическая поэзия на уроках литературы в старших классах // Эстетическое воспитание на уроках и во внеклассной работе по литературе. — М.: АПН РСФСР, 1962. — С. 8-27.
- Баевский В. С. Пути воспитания литературного вкуса на уроках изучения драматургии // Литература в воспитании школьника. — М.: Просвещение, 1964. — С. 36-56.
- Баевский В. С. Сочинение стихов и уроки литературы // Лучший учитель — творчество. — М.: Просвещение, 1966. — С. 53-71.
- Баевский В. С. О числовой оценке силы слогов в стихе альтернирующего ритма // Вопросы языкознания. — 1966. — № 2. — С. 84-89.
- Баевский В. С. Числовые значения силы слогов в стихе альтернирующего ритма // Научные доклады высшей школы. Филологические науки. — 1967. — № 3. — С. 50-55.
- Баевский В. С. Ритмы тургеневского «Рудина»: Архитектоника и язык // Проблемы изучения художественного произведения. Ч. 1. — М., 1968. С. 23-24.
- Баевский В. С. Об экспериментальном исследовании русского стиха альтернирующего ритма // Методы экспериментального анализа речи. — Минск, 1968. С. 16-22.
- Баевский В. С. «Рудин» И. С. Тургенева: Три этюда о главном герое // Учёные записки Смоленского государственного педагогический институт им. К. Маркса. Филологические науки. — Вып. 7. — Смоленск: СГПИ имени К. Маркса, 1968. — С. 71-87.
- Баевский В. С. Русские методисты-словесники в воспоминаниях. — М.: Просвещение, 1969. — 214 с.
- Баевский В. С. Поэтика тургеневской прозы // Проблемы стиля, метода и направления в изучении и преподавании художественной литературы. М., 1969, С. 150—151.
- Баевский В. С., Богатырёва Т. Н. К характеристике плана содержания поэтического текста на основе статистической структуры его лексики // Проблемы прикладной лингвистики. — Ч. 1. — М., 1969. — С. 26-30.
- Баевский В. С. Стих альтернирующего ритма в свете аудиторского эксперимента // Русская советская поэзия и стиховедение. — М., 1969. — С. 244—250.
- Баевский В. С. Поэты Смоленщины // Ради нескольких строчек в газете. — Смоленск, <1970>. С. 91-104.
- Баевский В. С. Порождающая модель поэтической системы пословицы // Структурно-математические методы моделирования языка. Ч. 1. — Киев, 1970. — С. 14-15.
- Баевский В. С. К изучению ритмики (акцентуации) русского стиха // Учёные записки Смоленского и Новозыбковского ГПИ. Филологические науки. — Т. 10. Брянск: НГПИ, 1970. — С. 157—168.
- Баевский В. С. Некрасов о стихе // Некрасов и русская литература. — Кострома, 1971. — С. 81-83.
- Баевский В. С. О соотношении метрических систем русской поэтической речи // Некрасов и русская литература. — Кострома, 1971. — С. 109—110.
- Баевский В. С. Рудин и Басистов: Типы и прототипы // Учёные записки Смоленского государственного педагогический институт им. К. Маркса. Филологические науки. — Вып. 27. — Смоленск: СГПИ имени К. Маркса, 1971. — С. 17-26.
- Баевский В. С. А. К. Толстой как стиховед // Учёные записки Смоленского государственного педагогический институт им. К. Маркса. Филологические науки. — Вып. 27. — Смоленск: СГПИ имени К. Маркса, 1971. — С. 27-38.
- Баевский В. С. О ритме логико-эмоциональной прозы // Материалы научной конференции Смоленского пединститута <…> — Смоленск, 1971. — С. 158—164.
- Баевский В. С. Стих русской советской поэзии. — Смоленск, 1972. — 145 с. (Отрывок перепечатан: Частотная структура лексики А. Вознесенского («Антимиры») // Русская авторская лексикография XIX—XX веков / ИРЯ им. В. В. Виноградова РАН. — М.: Азбуковник, 2003. — С. 111—112.)
- Баевский В. С. Типы строфической организации стихотворений Некрасова // Некрасовский сборник. — Калининград, 1972. — С. 106—109.
- Баевский В. С. Песенные структуры в некрасовском стихе // Некрасовский сборник. — Калининград, 1972. — С. 114—117.
- Баевский В. С. Рыленков-лирик // Н. Рыленков — лирик, прозаик, переводчик. — Смоленск, 1972. — С. 26-35.
- Баевский В. С. Организованная свобода стиха // Вопросы литературы. — 1972. — № 11. — С. 178—180.
- Баевский В. С. «… строкой негромкою»: Поэтический мир позднего Рыленкова // Добрая душа: Книга о Николае Рыленкове. — М.: Советская Россия, 1973. — С. 220—239.
- Баевский В. С. Смоленская областная литература в XIV—XV веках // Смоленский край в истории русской культуры. — Смоленск, 1973. — С. 70-75. (Перепечатано: Смоленская областная литература в XIV—XV вв. // Меркин Г. С. Литература Смоленщины. — Смоленск: Траст-Имаком, 1994. — С. 125—129.)
- Баевский В. С. Об одной особенности современной рифмы // Романо-германская филология. — Смоленск: Смоленский гос. педагогический институт им. К. Маркса, 1973. — С. 126—132.
- Баевский В. С., Осипова Л. Я. Исследование стихотворного ритма с использованием ЭВМ // Структурная и математическая лингвистика. Вып. 2. — Киев: Вища школа, 1974. — С. 11-19.
- Баевский В. С., Осипова Л. Я. Алгоритм и некоторые результаты статистического исследования альтернирующего ритма на ЭВМ «Минск-32» // Машинный перевод и прикладная лингвистика. Вып. 17. — М., 1974. — С. 174—195. (Перепечатано: Baevskij V.S., Osipova L. Ja. The Algorythm and Some Results of a Statistical Investigation of Alternating Rhythm on the Minsk-32 Computer // Glottometrika. 8. 1987 / Ed. L.Fickermann / Quantitative Linguistics. Vol. 32. P. 157—177.)
- Баевский В. С. Межуровневые связи в структуре текста // Лингвистика текста. — Ч. 1. — М., 1974. — С. 33-39.
- Баевский В. С. О композиции лирических стихотворений // Жанр и композиция литературного произведения. — Вып. 1. Калининград, 1974. — С. 22-23.
- Баевский В. С. Стихи Блока как текст и подтекст // Тезисы 1-й всесоюзной (3-й) конференции «Творчество А. А. Блока и русская культура XX века». — Тарту, 1975. — С. 63-68.
- Баевский В. С. К эволюции стиха некрасовской лирики // Н. А. Некрасов и русская литература. Вып. 40. — Ярославль, 1975. —С. 145—158.
- Баевский В. С., Кошелёв А. Д.  Поэтика Некрасова: анаграммы // Н. А. Некрасов и его время. — Вып. 1. Калининград, 1975. — С. 32-34.
- Баевский В. С., Ибраев Л. И., Кормилов С. И., Сапогов В. А.  К истории русского свободного стиха // Русская литература. — 1975. — № 3. — С. 89-102.
- Баевский В. С., Руднев П. А. Стихорусистика-73 // Известия АН СССР, серия литературы и языка. — 1975. — 5. — С. 439—449.
- Баевский В. С. Строфика современной лирики в отношении к строфике народной поэзии // Проблемы стиховедения. — Ереван, 1976. — С. 51-67.
- Баевский В. С., Гиндин С. И. Дополнительная библиография публикаций советских ученых по общему и русскому стиховедению за 1958—1972 гг. // Проблемы стиховедения. — Ереван, 1976. — С. 241—276.
- Баевский В. С. Фоника стихотворного перевода: Анаграммы // Проблемы стилистики и перевода. — Смоленск, 1976. — С. 41-50. (Перепечатано: Учебный материал по анализу поэтических текстов. — Таллин, 1982. — С. 107—113.)
- Баевский В. С. Ритмическая композиция стихотворения // Жанр и композиция литературного произведения. Калининград, 1976. — С. 103—108. (Перепечатано: Учебный материал по анализу поэтических текстов. Таллин, 1982. — С. 65-71.)
- Баевский В. С. Некрасов о стихе // Н. А. Некрасов и русская литература. Вып. 43. — Ярославль, 1976. — С. 90-101.
- Баевский В. С. Труд о русском стихосложении <рец. на кн.: Гаспаров М. Л. Современный русский стих. — М.: Наука, 1974> // Вопросы русской литературы (Львов), 1976. Вып. 2 (28). — С. 119—123.
- Баевский В. С. Психологический параллелизм в поэтическом миросозерцании Некрасова // Н. А. Некрасов и его время. — Вып. 3. — Калининград, 1977. — С. 53-60.
- Баевский В. С., Кошелёв А. Д. К целостному анализу лирики В. Соловьёва: Анаграммы // Целостность художественного произведения и проблемы его анализа в школьном и вузовском изучении литературы. — Донецк, 1977. — С. 184—186.
- Баевский В. С. Поэтика психологического параллелизма // Сибирский фольклор. — Вып. 4. — Новосибирск, 1977. — С. 57-75.
- Баевский В. С., Руднев П. А. Библиография советской стихорусистики за 1975 год // Studia metrica et poetica. 2. Tartu, 1977. — Lk. 155—172.
- Баевский В. С. Акад. И. И. Срезневский — исследователь народного стиха // Проблемы языка и стиля в литературе. — Волгоград, 1978. — С. 73-78.
- Баевский В. С. Яворский и некоторые тенденции культуры его времени // Советская музыка, 1978. — № 5. — С. 83-89.
- Баевский В. С., Береговская Э. М. Типы композиции современных французских стихотворений // Жанр и композиция. — Вып. 4. — Калининград, 1978. — С. 152—159.
- Баевский В. С. Обзор работ по статистическому исследованию стиха (резюме) // Взаимодействие и синтез искусств. — Л.: Наука, 1978. — С. 249—251.
- Баевский В. С., Кошелёв А. Д. Поэтика Блока: Анаграммы // Творчество А. А. Блока и русская культура XX века. Блоковский сб. 3. — Тарту, 1979. — С. 50-76.
- Баевский В. С. <Рец. на кн.:> Литературные связи. Русско-армянские литературные связи. Т. 1. Ереван, 1973; Т. 2. Ереван, 1977 // Историко-филологический журнал (Ереван), 1979. — № 3 (86). — С. 262—266.
- Баевский В. С. Миросозерцание Яворского и некоторые тенденции современной культуры // Советская музыкальная культура. — М.: Музыка, 1980. — С. 156—174.
- Баевский В. С. Миф в поэтическом сознании и лирике Пастернака // Известия АН СССР, серия литературы и языка. — 1980. — 2. — С. 116—127.
- Баевский В. С. <Über D. Samoilow> // Poesiealbum. 145. D. Samoilow. Die Ruckselte von des Buchumschlags.
- Баевский В. С. Становление спенсеровой строфы в России // Актуальные проблему сравнительного стиховедения. — Фрунзе, 1980. — С. 25-27.
- Баевский В. С. <Составление, вступительная статья, подготовка текста, комментарии кн.:> Рыленков Н. Стихотворения и поэмы. — Л.: Советский писатель, 1981. — 768 с. (Б-ка поэта. Большая серия.)
- Баевский В. С., Рыленкова Е. А. «И я забывал о своих утратах» <Публикация стихотворения Н. Рыленкова «Из дневника»> // Литературная Россия, 1981, 7 (13 февр.). — С. 17.
- Баевский В. С. «Большая повесть поколенья»: Заметки о поэзии Д. Самойлова // Вопросы литературы. — 1981. — № 5. — С. 107—139.
- Баевский В. С. Русский фольклор и его изучение // Сибирский фольклор. — Новосибирск. — 1981. — С. 156—162.
- Баевский В. С. Традиция «легкой поэзии» в «Евгении Онегине» // Пушкин: исследования и материалы. Т. 10. — Л.: [Наука, 1982. — С. 106—120.
- Баевский В. С. Стих и поэзия // Проблемы структурной лингвистики-1980. — М.:Наука, 1982. — С. 254—269.
- Баевский В. С. Этнографические темы в лирике Пастернака // Типологический анализ литературного произведения. — Кемерово, 1982. — С. 148—154.
- Баевский В. С. Музыкальный подтекст стихотворного текста: Б. Пастернак, «Баллада» («Бывает, курьером на борзом…») // Учебный материал по теории литературы. — Таллин, 1982. — С. 49-52.
- Баевский В. С. Об историко-культурном контексте поэзии Б. Пастернака: «Сказка» // Учебный материал по теории литературы. — Таллин, 1982. — С. 52-55.
- Баевский В. С. Структура художественного времени в «Евгении Онегине» // Известия АН СССР, серия литературы и языка. — 1982. — № 3. — С. 207—218.
- Баевский В. С. Время в «Евгении Онегине» // Пушкин. Исследования и материалы. Т. 11. — Л.: Наука, 1983. — С. 115—150.
- Баевский В. С. О тексте стихотворения «Крест на скале»> // Известия АН СССР, серия литературы и языка. — 1983. — № 5. — С. 464—474.
- Баевский В. С. Опыт количественного исследования мифообрядовых истоков волшебной сказки // Фольклор и этнография: У этнографических истоков фольклорных сюжетов и образов. — Л.: Наука, 1984. — С. 77-83.
- Баевский В. С. Из наблюдений над художественным пространством «Евгения Онегина» // Пространство и время в литературе и искусстве. — Даугавпилс, 1984. — С. 31-33.
- Баевский В. С. Слушающий время <Рец. на кн.: Сокольский М. Мусоргский. Шостакович. — М.: Советский композитор, 1983> // Советская музыка. — 1984. — № 7. — С. 114—115.
- Баевский В. С. Пословицы, поговорки, крылатые слова в стихах и прозе Пастернака // Литературный процесс и развитие русской культуры XVIII—XX вв. — Таллин, 1985. — С. 55-57.
- Баевский В. С., Береговская Э. М. Формы выражения авторского сознания в поэзии Верлена и Пастернака // Проблема автора в художественной литературе. — Устинов, 1985. — С. 134—139.
- Баевский В. С. О некоторых особенностях творческого пути Б. Пастернака // Проблемы развития советской литературы. —Саратов, 1985. — С. 41-52.
- Баевский В. С., Угроватовой Т. Н. Фольклорные источники «Книги песен» Н.Рыленкова // Проблемы истоков творчества А. Твардовского, М. Исаковского, Н. Рыленкова. — Смоленск, 1985. — С. 77-83.
- Баевский В. С. Художественное пространство в «Евгении Онегине» // Известия АН СССР, серия литературы и языка. — 1985. — № 3. — С. 213—224.
- Баевский В. С. Свидетельство очевидца <Рец. на кн.: Македонов А. Свершения и кануны> // Вопросы литературы. — 1985. — № 8. — С. 193—199.
- Баевский В. С. Тредиаковский и Ломоносов — реформаторы стиха // М. В. Ломоносов и русская культура. — Тарту, 1986. — С. 22-26.
- Баевский В. С. Барокко и классицизм в стиховедческих трактатах Тредиаковского и Ломоносова // М. В. Ломоносов и русская культура. — Тарту, 1986. — С. 28-30.
- Баевский В. С. «Старшая» и «младшая» линии русских стиховедческих идей // М. В. Ломоносов и русская культура. — Тарту, 1986. — С. 35-39.
- Баевский В. С. Тематические и ключевые слова в языке русской поэзии первой половины XIX века: Обзор работ Г. Хетсо за 1973—1985 гг. // Известия АН СССР, серия литературы и языка. — 1986. — № 5. — С. 452—457.
- Баевский В. С. Рифменно-строфическая система романа в стихах А. С. Пушкина // Пушкинские чтения в Тарту. — Таллин, 1987. —С. 55-58.
- Баевский В. С. Из наблюдений над художественным пространством «Евгения Онегина»: Предварительное сообщение // Художественное пространство и время. — Даугавпилс, 1987. — С. 51-62.
- Баевский В. С. К поэтике пространственно-временных отношений у Фета, Блока и Пастернака // Пространство и время в литературе и искусстве. Конец XIX века — XX век. — Даугавпилс, 1987. — С. 4-6.
- Баевский В. С. Игорь Северянин и Борис Пастернак // О Игоре Северянине. — Череповец, 1987. — С. 45-48.
- Баевский В. С. Темы и вариации: Об историко-культурном контексте поэзии Пастернака // Вопросы литературы. — 1987. — № 10. — С. 30-59.
- Баевский В. С. <Рец. на кн.:> Kuusi M. Proverbia septentrionalia. Helsinki, 1985. 451 p. // Советская этнография. — 1987. — № 6. — С. 158—160.
- Баевский В. С. «Я не был лишним»: Из воспоминаний о Б. Я. Бухштабе // Четвёртые Тыняновские чтения. — Рига: Зинатне, 1988. — С. 168—186.
- Баевский В. С.Фольклорная традиция в поэзии Ахматовой // Литературный процесс и проблемы литературной культуры. — Таллин, 1988. — С. 54-56.
- Баевский В. С. Грузинская тема в книге Б. Пастернака «Второе рождение» // Резюме докладов Второго международного симпозиума «Грузия в контексте историко-литературных взаимосвязей Востока и Запада». — Тбилиси, 1988. — С. 12, 86
- Баевский В. С. Лирика Б. Пастернака в историко-культурном контексте // Известия АН СССР, серия литературы и языка. — 1988. — № 2. — С. 130—141.
- Баевский В. С. Давид Самойлов // Русский язык за рубежом, 1988, 4. С. 89-92.
- Баевский В. С. Математика о прекрасном // Вопросы литературы. — 1988. — № 8. — С. 228—231.
- Баевский В. С. <Рец. на кн.:> Сент-Бев Ш. Жизнь, стихотворения и мысли Жозефа Делорма. Изд. подготовили Шафаренко И. Я. и Жирмунская Н. А. Л.: Наука, 1986 // Известия АН СССР, серия литературы и языка. — 1988. — № 4. — С. 385—387.
- Баевский В. С. Тематическая композиция «Евгения Онегина» // Пушкин. Исследования и материалы. Т. 13. — Л.: Наука, 1989. — С. 33-44.
- Баевский В. С. Стих «Горя от ума» в сравнении со стихом «Евгения Онегина» // А. С. Грибоедов: Материалы к биографии. — Л.: Наука, 1989. — С. 237—245.
- Баевский В. С. Имя собственное в рифмах «Евгения Онегина» // Пушкин: Проблемы творчества, текстологии, восприятия. —Калинин, 1989. — С. 37-44.
- Баевский В. С. Стихосложение Б. Пастернака // Проблемы структурной лингвистики-1984. — М.: Наука, 1989. — С. 137—151.
- Баевский В. С. Прелиминарии к теме: «М. Пруст и Б. Пастернак» // Стилистический анализ художественного текста. — Смоленск, 1989. — С. 100—108.
- Баевский В. С. «Под звездоочистым навесом»: Из текстологических заметок <О Л. Семенове> // Стилистика художественного текста. — Смоленск, 1989. — С. 38-42.
- Баевский В. С. О поэтической семантике Ахматовой // Проблемы творчества и биографии Ахматовой. — Одесса, 1989. — С. 12-13.
- Баевский В. С.Пьеса Б. Пастернака о Великой французской революции // Тезисы докладов научной конференции «Великая французская революция и пути русского освободительного движения». — Тарту, 1989. — С. 83-87.
- Баевский В. С. Обществу неподвластен? Поэтика и поэзия И. Бродского // Общечеловеческое и вечное в литературе XX века. — Грозный, 1989. — С. 201—203.
- Баевский В. С. Метод иллюстративных моделей в историко-литературном исследовании // Историко-литературный процесс. Методологические аспекты. 1. Вопросы теории. — Рига, 1989. — С. 27-29.
- Баевский В. С. О создателе этой книги <Предисловие к кн.:> // Гаспаров М. Л. Русский стих. Ч. 1. — Даугавпилс, 1989. — С. 3-4.
- Баевский В. С. Пушкин и Пастернак // Известия АН СССР, серия литературы и языка. — 1989. — № 3. — С. 231—243. (Пушкин и Пастернак <Фрагмент> // Русская литература XX века. 1. — Смоленск, 1990. — С. 63-65. Пушкин и Пастернак: К постановке проблемы // Пастернаковские чтения. Вып. 2 / РАН. Институт мировой литературы им. А. М. Горького. — М.: Наследие, 1998. — С. 222—243.)
- Баевский В. С. Строфа и рифма в «Евгении Онегине» // Пушкинские чтения. — Таллин: Ээсти раамат, 1990. — С. 44-57.
- Баевский В. С. Когда Пушкин познакомился с поэзией Байрона? // Miscellanea philologica. — СПб., 1990. — С. 7-11.
- Баевский В. С. Пьеса Б. Пастернака о Великой французской революции // Блоковский сборник. XI. — Тарту, 1990. — С. 97-106.
- Баевский В. С. К поэтике пространственных отношений в лирике Пастернака // Пространство и время в литературе и искусстве. — Даугавпилс, 1990. — С. 80-82.
- Баевский В. С. Поэтика А. Ахматовой: семантика образов // Проблемы развития советской литературы: История и современность. — Саратов, 1990. — С. 13-23.
- Баевский В. С. Не луна, а циферблат: Из наблюдений над поэтикой О. Мандельштама // Жизнь и творчество О. Э. Мандельштама. — Воронеж, 1990. — С. 314—322.
- Баевский В. С. Что такое жанр // Проблемы литературных жанров. — Томск, 1990. — С. 3-4.
- Баевский В. С. Стихотворение и его автор <"Мой товарищ, в предсмертной агонии…" И. Л. Дегена> // Вопросы литературы. — 1990. — № 3. — С. 236—237.
- Баевский В. С. «Фауст» Гёте в переводе Пастернака // Известия АН ССС], серия литературы и языка. — 1990. — № 4. — С. 341—352.
- Баевский В. С. Судьба Леонида Семенова // Тезисы докладов научной конференции «А. Блок и русский постсимволизм». — Тарту, 1991. — С. 67-75.
- Баевский В. С. Страничка истории художественного и поэтического авангарда а России: Гончарова, Асеев, Пастернак, Маяковский, Цветаева. // Борис Григорьев и художественная культура начала XX века. — Псков, 1991. — С. 51-55.
- Баевский В. С. Диалог поэзии и живописи в русском авангарде // Проблемы вечных ценностей в русской культуре и литературе XX века. — Грозный, 1991. — С. 43-47.
- Баевский В. С. Пастернак и Грузия: «Второе рождение» Б. Пастернака // Советская литература и Кавказ. Грозный: Книга, 1991. С. 34-41.
- Баевский В. С. Сугубо частное дело: Попытка эстетики И. Бродского // Проблемы вечных ценностей в русской культуре и литературе. — Грозный, 1991. — С. 243—268. (Перепечатано: Сугубо частное дело <И. Бродский> // Меркин Г. С. Русская литература XX в. Т. 1. — Смоленск: Траст-Имаком, 1994. — С. 271—275 и 292—299.)
- Баевский В. С. О стихотворном синтаксисе русских поэтов // Экспрессивный синтаксис и анализ художественного текста. —Смоленск, 1991. — С. 3-9.
- Баевский В. С. Метод корреляционного анализа в историко-литературном исследовании // Эвристические возможности квантитативных методов исследования языка. — Смоленск, 1991. — С. 40-41.
- Баевский В. С. Когда Батюшков познакомился с поэзией Байрона? // Историко-культурные связи русской и зарубежной культуры. — Смоленск, 1992. — С. 19-21.
- Баевский В. С. «И русской Н как N французский» // Сборник статей к 70-летию проф. Ю. М. Лотмана. Тарту, 1992. С. 172—174.
- Баевский В. С. Темы разобщенности, одиночества, забвения и памяти в «Евгении Онегине» // Пушкин: Проблемы поэтики. Тверь, 1992. С. 42-58.
- Баевский В. С. О языковом сознании Пушкина // Вопросы творчества и биографии А. Пушкина. — Одесса, 1992. — С. 6-7.
- Баевский В. С. Безумие гордыни <О стихотворении Ф. И. Тютчева «Безумие»> // Традиции в контексте русской культуры. —Череповец, 1992. — С. 54-55.
- Баевский В. С. «У каждого метра есть своя душа»: Метрика Н. Гумилева // Н. Гумилев и русский Парнас. — СПб., 1992. — С. 67-74.
- Баевский В. С. Три эпохи Б. Пастернака // «Быть знаменитым некрасиво…» — М.: Наследие, 1992. — С. 33-42.
- Баевский В. С. Список основных печатных трудов // Модели культуры. — Смоленск, 1992. — С. 190—201.
- Баевский В. С. «Генералам двенадцатого года» М. Цветаевой: Текст, подтекст, затекст // ИРАН. — 1992. — № 6. — С. 43-51.
- Баевский В. С. Глава 1 «Миф. Поэтика. Лирика» перепечатана // Архетипические структуры художественного сознания. —Екатеринбург, 1999. — С. 5—23.
- Баевский В. С. Стоик <Л. Я. Гинзбург> // Вопросы литературы. — 1993. — №. 4. — С. 218—235. (Перепечатано: Стоик: Лидия Яковлевна Гинзбург // Jane Gary Harris (ed.) Lidiia Iakovlevna Ginzburg: In memoriam / Canadian-American Slavic Studies. 1994. № 2-3. — P. 263—276.
- Баевский В. С., Павлова Л. В.  Парадигмы космогонических образов книги С. Городецкого «Ярь» // Русская культура и мир. — Н. Новгород, 1993. — С. 206—207.
- Баевский В. С. Комментарий // Ю. М. Лотман и тартуско-московская семиотическая школа. — М.: Гносис, 1994. — С. 247—257.
- Баевский В. С. Беатриче Давида Самойлова // Дантовские чтения. 1990. — М.: Наука, 1993. — С. 174—186.
- Баевский В. С. Рейсер С. А. Читая поэму «Высокая болезнь» Пастернака. Публикация. // ИРАН, серия лит. и яз. — 1993. — № 5. — С. 67-73.
- Баевский В. С. Хорошо уехать в Таллин… <Д. Самойлов в Эстонии> // Всемирное слово. Lettre internationale. — 1994. — № 7. — С. 41-42.
- Баевский В. С. Самойлов снова в Таллине // Вопросы литературы. — 1994. — №. 4. — С. 377—380.
- Баевский В. С. О поэтике О. Мандельштама: Реалия. Деталь. Образ. Контекст. Статья первая // Филологические записки (Воронеж). — 1994. — Вып. 2. — С. 67-70.
- Баевский В. С. Ономатопея в русской поэзии // Экспрессивность в языке и речи. — Смоленск, 1993. — С. 10-16.
- Баевский В. С. Лотман. Речь при открытии научной конференции. Публикация (совместно с Э. Л. Котовой) // Русская филология. Уч. зап. СГУ. — С. 6-12.
- Баевский В. С. Из писем Ю. М. Лотмана и З. Г. Минц. Публикация // Русская филология. Уч. зап. СГУ. — С. 12-17.

Перепечатано: Из писем Ю. М. Лотмана и З. Г. Минц. Публикация // RS. 1994. Т. 1. С. 314—320.)
- Баевский В. С. Elan vital // Русская филология. Уч. зап. СГУ. Смоленск: Траст-Имаком, 1994. С. 56-77.

Перепечатано: Elan vital <Ю. М. Лотман> // RS. 1994. Т. 1. С. 11-33; Elan vital <Ю. М. Лотман> // Радуга (Таллин). 1995, № 5—6. С. 102—114.)
- Баевский В. С. Стихотворная цитата в тексте // Русская филология. Уч. зап. СГУ. — С. 107—120.
- Баевский В. С. Бальмо́нт! // Русская филология. Уч. зап. СГУ. — С. 171—173.
- Баевский В. С. Свечой перед Господом. Л. Д. Семенов-Тян-Шанский. Грешный грешным. Публикация. // Русская филология. Уч. зап. СГУ, 1994. — С. 188—256.
- Баевский В. С. Диалог о Твардовском. От составителя // Русская филология. Уч. зап. СГУ. — Смоленск: Траст-имаком, 1994. — С. 333—338.
- Баевский В. С. Лирика Б. Пастернака в украинских переводах // Русская филология. Уч. зап. СГУ. — Смоленск: Траст-имаком, 1994. — С. 400—421.
- Баевский В. С. Периодизация творческого пути А. С. Пушкина // Вопросы творчества и биографии А. С. Пушкина. — Одесса, 1994. — С. 3-4.
- Баевский В. С. Кинжал <Лувеля, тень Бертона>// Историко-литературный сборник: К 60-летию Л. Г. Фризмана. — Харьков, 1995. — С. 112—115.
- Баевский В. С. Леонид Семёнов — жизнестроитель и поэт // Вопросы литературы. — 1994. — № 5. — С. 171—208.
- Баевский В. С. Николай Гумилёв — мастер стиха // Николай Гумилёв: Исследования и материалы. Библиография. — СПб.: Наука, 1994. — С. 75-103.
- Баевский В. С. Из предыстории пушкинской элегии «Погасло дневное светило…» // Проблемы современного пушкиноведения. — Псков, 1994. — С. 78-93.
- Баевский В. С. Дж. Т. Шоу. Местный колорит в «Ромео и Джульетте» и сонет Мнишка в «Борисе Годунове». / Пер. В. С. Баевский // Проблемы современного пушкиноведения. — Псков, 1994. — С. 5-43.
- Баевский В. С. Пройденный путь: Итоги конференции // International Journal of Slavic Linguistics and Poetics. XXXVIII (1995). — P. 142—149. (Перепечатано: РС. — 1995. — № 4. — С. 127—136.)
- Баевский В. С. Стихотворение М. Цветаевой «Генералам двенадцатого года»: текст и затекст // Studia Russica Budapestinensia. 1995, II—III. Budapest, 1995. — C. 263—272.
- Баевский В. С. Две страницы из дневника // Бахтинология: Исследования. Переводы. Публикации. — СПб.: Алетейя, 1995. — С. 10—11.
- Баевский В. С. Александр Сергеевич Грибоедов: К 200-летию со дня рождения // Знай и люби свой край. Библиографич. указатель. — Смоленск, 1995. — С. 23-25.
- Баевский В. С. <О Николае Сухареве> // Сухарев Н. В. Поэзия любви. — Смоленск, 1995. — С. 2.
- Баевский В. С. Золотой словопад // Сухарев Н. В. СтихоСловоЗвукоозарения. — Смоленск, 1995. — С. 3—5
- Баевский В. С. Смоленский Сократ <А. В. Македонов> // Македонов А. В. Эпохи Твардовского. Баевский В. С. Смоленский Сократ. Илькевич Н. Н. «Дело» Македонова. — Смоленск: Траст-Имаком, 1996. — С. 179—218.
- Баевский В. С. От редактора // Македонов А. В. Эпохи Твардовского. Баевский В. С. Смоленский Сократ. Илькевич Н. Н. «Дело» Македонова. Смоленск: Траст-Имаком, 1996. С. 5—6.
- Баевский В. С., Кристалинский Р. Е., Новосельцева И. В., Семёнова Н. А. Применение кластерного анализа для исследования стихотворной речи. // Славянский стих: Стиховедение, лингвистика и поэтика. — М.: Наука, 1996. С. 239—245.
- Баевский В. С. Твардовский в Смоленском педагогическом. (В соавторстве с Р. М. Романовой) // ВЛ. 1996. № 5. С. 377—383.
- Баевский В. С. Пушкин, русская литература его времени и байронизм: Из творческой истории романа в стихах // Пушкин и русская культура. / ИРЛИ (ПД) РАН; Новгородский гос. ун-т им. Я. Мудрого. — СПб.; Новгород, 1996. — С. 61—64.
- Баевский В. С. Македонов А. В. Эпохи Твардовского. <Редактор> // Македонов А. В. Эпохи Твардовского. Баевский В. С. Смоленский Сократ. Илькевич Н. Н. «Дело» Македонова. — Смоленск: Траст-Имаком, 1996. — С. 3—177.
- Баевский В. С. К читателю // Русская филология. Учёные записки. — Смоленск, 1996. — С. 5.
- Баевский В. С. Два мгновения из молодости Н. И. Харджиева // Поэзия и живопись: Сборник трудов памяти Н. И. Харджиева  / Составление и общая редакция М. Б. Мейлаха и Д. В. Сарабьянова. — М.: Языки русской культуры, 2000. — С. 34—35. — ISBN 5-7859-0074-2.

#### Статьи в энциклопедиях и словарях
- Баевский В. С., Сапогов В. А. Свободный стих // Большая советская энциклопедия. Изд. 3-е. Т. 23. М., 1976. — С. 88-89.
- Баевский В. С. Говорной стих. // Краткая литературная энциклопедия. — Т. 9. — М., 1978. — Стлб. 234
- Баевский В. С. Инверсия // Краткая литературная энциклопедия. — Т. 9. — М., 1978. — Стлб. 329.
- Баевский В. С. Экспозиция. // Большая советская энциклопедия. — Т. 30. — М.: Советская энциклопедия, 1978. — С. 10.
- Баевский В. С. Энкликтика. // Большая советская энциклопедия. — Т. 30. — М.: Советская энциклопедия, 1978. — 198.
- Баевский В. С. Эпиграф. // Большая советская энциклопедия. — Т. 30. — М.: Советская энциклопедия, 1978. — 213.
- Баевский В. С. Эпилог. // Большая советская энциклопедия. — Т. 30. — М.: Советская энциклопедия, 1978. — 218.
- Баевский В. С. Эпитет. // Большая советская энциклопедия. — Т. 30. — М.: Советская энциклопедия, 1978. — 221.
- Баевский В. С. Абсурда драма. // Советский энциклопедический словарь. М., 1980. (Перепечатано: Советский энциклопедический словарь. Изд. 2-е. М., 1982.; Советский энциклопедический словарь. Изд. 3-е. М., 1984.;Советский энциклопедический словарь. Изд. 4-е. М., 1987.; Большой энциклопедический словарь. Т. 1-2. М., 1991.
- Баевский В. С. Анекдот. // Советский энциклопедический словарь. М., 1980. (Перепечатано: Советский энциклопедический словарь. Изд. 2-е. М., 1982.; Советский энциклопедический словарь. Изд. 3-е. М., 1984.;Советский энциклопедический словарь. Изд. 4-е. М., 1987.; Большой энциклопедический словарь. Т. 1-2. М., 1991.
- Баевский В. С. Антигерой. // Советский энциклопедический словарь. М., 1980. (Перепечатано: Советский энциклопедический словарь. Изд. 2-е. М., 1982.; Советский энциклопедический словарь. Изд. 3-е. М., 1984.;Советский энциклопедический словарь. Изд. 4-е. М., 1987.; Большой энциклопедический словарь. Т. 1-2. М., 1991.
- Баевский В. С. Беллетристика. // Советский энциклопедический словарь. М., 1980. (Перепечатано: Советский энциклопедический словарь. Изд. 2-е. М., 1982.; Советский энциклопедический словарь. Изд. 3-е. М., 1984.;Советский энциклопедический словарь. Изд. 4-е. М., 1987.; Большой энциклопедический словарь. Т. 1-2. М., 1991.
- Баевский В. С. Биография. // Советский энциклопедический словарь. М., 1980. (Перепечатано: Советский энциклопедический словарь. Изд. 2-е. М., 1982.; Советский энциклопедический словарь. Изд. 3-е. М., 1984.;Советский энциклопедический словарь. Изд. 4-е. М., 1987.; Большой энциклопедический словарь. Т. 1-2. М., 1991.
- Баевский В. С. Вечные образы. // Советский энциклопедический словарь. М., 1980. (Перепечатано: Советский энциклопедический словарь. Изд. 2-е. М., 1982.; Советский энциклопедический словарь. Изд. 3-е. М., 1984.;Советский энциклопедический словарь. Изд. 4-е. М., 1987.; Большой энциклопедический словарь. Т. 1-2. М., 1991.
- Баевский В. С. Вольность поэтическая. // Советский энциклопедический словарь. М., 1980. (Перепечатано: Советский энциклопедический словарь. Изд. 2-е. М., 1982.; Советский энциклопедический словарь. Изд. 3-е. М., 1984.;Советский энциклопедический словарь. Изд. 4-е. М., 1987.; Большой энциклопедический словарь. Т. 1-2. М., 1991.
- Баевский В. С. Готический роман. // Советский энциклопедический словарь. М., 1980. (Перепечатано: Советский энциклопедический словарь. Изд. 2-е. М., 1982.; Советский энциклопедический словарь. Изд. 3-е. М., 1984.;Советский энциклопедический словарь. Изд. 4-е. М., 1987.; Большой энциклопедический словарь. Т. 1-2. М., 1991.
- Баевский В. С. Детективная литература. // Советский энциклопедический словарь. М., 1980. (Перепечатано: Советский энциклопедический словарь. Изд. 2-е. М., 1982.; Советский энциклопедический словарь. Изд. 3-е. М., 1984.;Советский энциклопедический словарь. Изд. 4-е. М., 1987.; Большой энциклопедический словарь. Т. 1-2. М., 1991.
- Баевский В. С. Диатриба. // Советский энциклопедический словарь. М., 1980. (Перепечатано: Советский энциклопедический словарь. Изд. 2-е. М., 1982.; Советский энциклопедический словарь. Изд. 3-е. М., 1984.;Советский энциклопедический словарь. Изд. 4-е. М., 1987.; Большой энциклопедический словарь. Т. 1-2. М., 1991.
- Баевский В. С. Дидактическая литература. // Советский энциклопедический словарь. М., 1980. (Перепечатано: Советский энциклопедический словарь. Изд. 2-е. М., 1982.; Советский энциклопедический словарь. Изд. 3-е. М., 1984.;Советский энциклопедический словарь. Изд. 4-е. М., 1987.; Большой энциклопедический словарь. Т. 1-2. М., 1991.
- Баевский В. С. Дневник. // Советский энциклопедический словарь. М., 1980. (Перепечатано: Советский энциклопедический словарь. Изд. 2-е. М., 1982.; Советский энциклопедический словарь. Изд. 3-е. М., 1984.;Советский энциклопедический словарь. Изд. 4-е. М., 1987.; Большой энциклопедический словарь. Т. 1-2. М., 1991.
- Баевский В. С. Документальная литература. // Советский энциклопедический словарь. М., 1980. (Перепечатано: Советский энциклопедический словарь. Изд. 2-е. М., 1982.; Советский энциклопедический словарь. Изд. 3-е. М., 1984.;Советский энциклопедический словарь. Изд. 4-е. М., 1987.; Большой энциклопедический словарь. Т. 1-2. М., 1991.
- Баевский В. С. Идея художественная. // Советский энциклопедический словарь. М., 1980. (Перепечатано: Советский энциклопедический словарь. Изд. 2-е. М., 1982.; Советский энциклопедический словарь. Изд. 3-е. М., 1984.;Советский энциклопедический словарь. Изд. 4-е. М., 1987.; Большой энциклопедический словарь. Т. 1-2. М., 1991.
- Баевский В. С. Инвектива. // Советский энциклопедический словарь. М., 1980. (Перепечатано: Советский энциклопедический словарь. Изд. 2-е. М., 1982.; Советский энциклопедический словарь. Изд. 3-е. М., 1984.;Советский энциклопедический словарь. Изд. 4-е. М., 1987.; Большой энциклопедический словарь. Т. 1-2. М., 1991.
- Баевский В. С. Иносказание. // Советский энциклопедический словарь. М., 1980. (Перепечатано: Советский энциклопедический словарь. Изд. 2-е. М., 1982.; Советский энциклопедический словарь. Изд. 3-е. М., 1984.;Советский энциклопедический словарь. Изд. 4-е. М., 1987.; Большой энциклопедический словарь. Т. 1-2. М., 1991.
- Баевский В. С. Контекст. // Советский энциклопедический словарь. М., 1980. (Перепечатано: Советский энциклопедический словарь. Изд. 2-е. М., 1982.; Советский энциклопедический словарь. Изд. 3-е. М., 1984.;Советский энциклопедический словарь. Изд. 4-е. М., 1987.; Большой энциклопедический словарь. Т. 1-2. М., 1991.
- Баевский В. С. Лирическая проза. // Советский энциклопедический словарь. М., 1980. (Перепечатано: Советский энциклопедический словарь. Изд. 2-е. М., 1982.; Советский энциклопедический словарь. Изд. 3-е. М., 1984.;Советский энциклопедический словарь. Изд. 4-е. М., 1987.; Большой энциклопедический словарь. Т. 1-2. М., 1991.
- Баевский В. С. Лиро-эпические жанры. // Советский энциклопедический словарь. М., 1980. (Перепечатано: Советский энциклопедический словарь. Изд. 2-е. М., 1982.; Советский энциклопедический словарь. Изд. 3-е. М., 1984.;Советский энциклопедический словарь. Изд. 4-е. М., 1987.; Большой энциклопедический словарь. Т. 1-2. М., 1991.
- Баевский В. С. Литература. // Советский энциклопедический словарь. М., 1980. (Перепечатано: Советский энциклопедический словарь. Изд. 2-е. М., 1982.; Советский энциклопедический словарь. Изд. 3-е. М., 1984.;Советский энциклопедический словарь. Изд. 4-е. М., 1987.; Большой энциклопедический словарь. Т. 1-2. М., 1991.
- Баевский В. С. Литературная критика. // Советский энциклопедический словарь. М., 1980. (Перепечатано: Советский энциклопедический словарь. Изд. 2-е. М., 1982.; Советский энциклопедический словарь. Изд. 3-е. М., 1984.;Советский энциклопедический словарь. Изд. 4-е. М., 1987.; Большой энциклопедический словарь. Т. 1-2. М., 1991.
- Баевский В. С. «Лишний человек». // Советский энциклопедический словарь. М., 1980. (Перепечатано: Советский энциклопедический словарь. Изд. 2-е. М., 1982.; Советский энциклопедический словарь. Изд. 3-е. М., 1984.;Советский энциклопедический словарь. Изд. 4-е. М., 1987.; Большой энциклопедический словарь. Т. 1-2. М., 1991.
- Баевский В. С. Макароническая поэзия. // Советский энциклопедический словарь. М., 1980. (Перепечатано: Советский энциклопедический словарь. Изд. 2-е. М., 1982.; Советский энциклопедический словарь. Изд. 3-е. М., 1984.;Советский энциклопедический словарь. Изд. 4-е. М., 1987.; Большой энциклопедический словарь. Т. 1-2. М., 1991.
- Баевский В. С. Максима. // Советский энциклопедический словарь. М., 1980. (Перепечатано: Советский энциклопедический словарь. Изд. 2-е. М., 1982.; Советский энциклопедический словарь. Изд. 3-е. М., 1984.;Советский энциклопедический словарь. Изд. 4-е. М., 1987.; Большой энциклопедический словарь. Т. 1-2. М., 1991.
- Баевский В. С. Медитативная лирика. // Советский энциклопедический словарь. М., 1980. (Перепечатано: Советский энциклопедический словарь. Изд. 2-е. М., 1982.; Советский энциклопедический словарь. Изд. 3-е. М., 1984.;Советский энциклопедический словарь. Изд. 4-е. М., 1987.; Большой энциклопедический словарь. Т. 1-2. М., 1991.
- Баевский В. С. Мемуары. // Советский энциклопедический словарь. М., 1980. (Перепечатано: Советский энциклопедический словарь. Изд. 2-е. М., 1982.; Советский энциклопедический словарь. Изд. 3-е. М., 1984.;Советский энциклопедический словарь. Изд. 4-е. М., 1987.; Большой энциклопедический словарь. Т. 1-2. М., 1991.
- Баевский В. С. Мотив. // Советский энциклопедический словарь. М., 1980. (Перепечатано: Советский энциклопедический словарь. Изд. 2-е. М., 1982.; Советский энциклопедический словарь. Изд. 3-е. М., 1984.;Советский энциклопедический словарь. Изд. 4-е. М., 1987.; Большой энциклопедический словарь. Т. 1-2. М., 1991.
- Баевский В. С. Направление и течение в искусстве. // Советский энциклопедический словарь. М., 1980. (Перепечатано: Советский энциклопедический словарь. Изд. 2-е. М., 1982.; Советский энциклопедический словарь. Изд. 3-е. М., 1984.;Советский энциклопедический словарь. Изд. 4-е. М., 1987.; Большой энциклопедический словарь. Т. 1-2. М., 1991.
- Баевский В. С. Научная фантастика. // Советский энциклопедический словарь. М., 1980. (Перепечатано: Советский энциклопедический словарь. Изд. 2-е. М., 1982.; Советский энциклопедический словарь. Изд. 3-е. М., 1984.;Советский энциклопедический словарь. Изд. 4-е. М., 1987.; Большой энциклопедический словарь. Т. 1-2. М., 1991.
- Баевский В. С. Научно-художественная литература. // Советский энциклопедический словарь. М., 1980. (Перепечатано: Советский энциклопедический словарь. Изд. 2-е. М., 1982.; Советский энциклопедический словарь. Изд. 3-е. М., 1984.;Советский энциклопедический словарь. Изд. 4-е. М., 1987.; Большой энциклопедический словарь. Т. 1-2. М., 1991.
- Баевский В. С. Обрамленная повесть. // Советский энциклопедический словарь. М., 1980. (Перепечатано: Советский энциклопедический словарь. Изд. 2-е. М., 1982.; Советский энциклопедический словарь. Изд. 3-е. М., 1984.;Советский энциклопедический словарь. Изд. 4-е. М., 1987.; Большой энциклопедический словарь. Т. 1-2. М., 1991.
- Баевский В. С. Панегирик. // Советский энциклопедический словарь. М., 1980. (Перепечатано: Советский энциклопедический словарь. Изд. 2-е. М., 1982.; Советский энциклопедический словарь. Изд. 3-е. М., 1984.;Советский энциклопедический словарь. Изд. 4-е. М., 1987.; Большой энциклопедический словарь. Т. 1-2. М., 1991.
- Баевский В. С. Парцелляция. // Советский энциклопедический словарь. М., 1980. (Перепечатано: Советский энциклопедический словарь. Изд. 2-е. М., 1982.; Советский энциклопедический словарь. Изд. 3-е. М., 1984.;Советский энциклопедический словарь. Изд. 4-е. М., 1987.; Большой энциклопедический словарь. Т. 1-2. М., 1991.
- Баевский В. С. Пасквиль. // Советский энциклопедический словарь. М., 1980. (Перепечатано: Советский энциклопедический словарь. Изд. 2-е. М., 1982.; Советский энциклопедический словарь. Изд. 3-е. М., 1984.;Советский энциклопедический словарь. Изд. 4-е. М., 1987.; Большой энциклопедический словарь. Т. 1-2. М., 1991.
- Баевский В. С. Пафос. // Советский энциклопедический словарь. М., 1980. (Перепечатано: Советский энциклопедический словарь. Изд. 2-е. М., 1982.; Советский энциклопедический словарь. Изд. 3-е. М., 1984.;Советский энциклопедический словарь. Изд. 4-е. М., 1987.; Большой энциклопедический словарь. Т. 1-2. М., 1991.
- Баевский В. С. Подтекст. // Советский энциклопедический словарь. М., 1980. (Перепечатано: Советский энциклопедический словарь. Изд. 2-е. М., 1982.; Советский энциклопедический словарь. Изд. 3-е. М., 1984.;Советский энциклопедический словарь. Изд. 4-е. М., 1987.; Большой энциклопедический словарь. Т. 1-2. М., 1991.
- Баевский В. С. Предание. // Советский энциклопедический словарь. М., 1980. (Перепечатано: Советский энциклопедический словарь. Изд. 2-е. М., 1982.; Советский энциклопедический словарь. Изд. 3-е. М., 1984.;Советский энциклопедический словарь. Изд. 4-е. М., 1987.; Большой энциклопедический словарь. Т. 1-2. М., 1991.
- Баевский В. С. Приключенческая литература. // Советский энциклопедический словарь. М., 1980. (Перепечатано: Советский энциклопедический словарь. Изд. 2-е. М., 1982.; Советский энциклопедический словарь. Изд. 3-е. М., 1984.;Советский энциклопедический словарь. Изд. 4-е. М., 1987.; Большой энциклопедический словарь. Т. 1-2. М., 1991.
- Баевский В. С. Проза. // Советский энциклопедический словарь. М., 1980. (Перепечатано: Советский энциклопедический словарь. Изд. 2-е. М., 1982.; Советский энциклопедический словарь. Изд. 3-е. М., 1984.;Советский энциклопедический словарь. Изд. 4-е. М., 1987.; Большой энциклопедический словарь. Т. 1-2. М., 1991.
- Баевский В. С. Путешествия. // Советский энциклопедический словарь. М., 1980. (Перепечатано: Советский энциклопедический словарь. Изд. 2-е. М., 1982.; Советский энциклопедический словарь. Изд. 3-е. М., 1984.;Советский энциклопедический словарь. Изд. 4-е. М., 1987.; Большой энциклопедический словарь. Т. 1-2. М., 1991.
- Баевский В. С. Речь художественная. // Советский энциклопедический словарь. М., 1980. (Перепечатано: Советский энциклопедический словарь. Изд. 2-е. М., 1982.; Советский энциклопедический словарь. Изд. 3-е. М., 1984.;Советский энциклопедический словарь. Изд. 4-е. М., 1987.; Большой энциклопедический словарь. Т. 1-2. М., 1991.
- Баевский В. С. Сарказм. // Советский энциклопедический словарь. М., 1980. (Перепечатано: Советский энциклопедический словарь. Изд. 2-е. М., 1982.; Советский энциклопедический словарь. Изд. 3-е. М., 1984.;Советский энциклопедический словарь. Изд. 4-е. М., 1987.; Большой энциклопедический словарь. Т. 1-2. М., 1991.
- Баевский В. С. Сказ. // Советский энциклопедический словарь. М., 1980. (Перепечатано: Советский энциклопедический словарь. Изд. 2-е. М., 1982.; Советский энциклопедический словарь. Изд. 3-е. М., 1984.;Советский энциклопедический словарь. Изд. 4-е. М., 1987.; Большой энциклопедический словарь. Т. 1-2. М., 1991.
- Баевский В. С. Стиль. // Советский энциклопедический словарь. М., 1980. (Перепечатано: Советский энциклопедический словарь. Изд. 2-е. М., 1982.; Советский энциклопедический словарь. Изд. 3-е. М., 1984.;Советский энциклопедический словарь. Изд. 4-е. М., 1987.; Большой энциклопедический словарь. Т. 1-2. М., 1991.
- Баевский В. С. Суггестивность в поэзии. // Советский энциклопедический словарь. М., 1980. (Перепечатано: Советский энциклопедический словарь. Изд. 2-е. М., 1982.; Советский энциклопедический словарь. Изд. 3-е. М., 1984.;Советский энциклопедический словарь. Изд. 4-е. М., 1987.; Большой энциклопедический словарь. Т. 1-2. М., 1991.
- Баевский В. С. Фантастика. // Советский энциклопедический словарь. М., 1980. (Перепечатано: Советский энциклопедический словарь. Изд. 2-е. М., 1982.; Советский энциклопедический словарь. Изд. 3-е. М., 1984.;Советский энциклопедический словарь. Изд. 4-е. М., 1987.; Большой энциклопедический словарь. Т. 1-2. М., 1991.
- Баевский В. С. Характер. // Советский энциклопедический словарь. М., 1980. (Перепечатано: Советский энциклопедический словарь. Изд. 2-е. М., 1982.; Советский энциклопедический словарь. Изд. 3-е. М., 1984.;Советский энциклопедический словарь. Изд. 4-е. М., 1987.; Большой энциклопедический словарь. Т. 1-2. М., 1991.
- Баевский В. С. Эпистолярная литература. // Советский энциклопедический словарь. М., 1980. (Перепечатано: Советский энциклопедический словарь. Изд. 2-е. М., 1982.; Советский энциклопедический словарь. Изд. 3-е. М., 1984.;Советский энциклопедический словарь. Изд. 4-е. М., 1987.; Большой энциклопедический словарь. Т. 1-2. М., 1991.
- Баевский В. С. Эпопея. // Советский энциклопедический словарь. М., 1980. (Перепечатано: Советский энциклопедический словарь. Изд. 2-е. М., 1982.; Советский энциклопедический словарь. Изд. 3-е. М., 1984.;Советский энциклопедический словарь. Изд. 4-е. М., 1987.; Большой энциклопедический словарь. Т. 1-2. М., 1991.
- Баевский В. С. Эпос. // Советский энциклопедический словарь. М., 1980. (Перепечатано: Советский энциклопедический словарь. Изд. 2-е. М., 1982.; Советский энциклопедический словарь. Изд. 3-е. М., 1984.;Советский энциклопедический словарь. Изд. 4-е. М., 1987.; Большой энциклопедический словарь. Т. 1-2. М., 1991.
- Баевский В. С. Эссе // Советский энциклопедический словарь. М., 1980. (Перепечатано: Советский энциклопедический словарь. Изд. 2-е. М., 1982.; Советский энциклопедический словарь. Изд. 3-е. М., 1984.;Советский энциклопедический словарь. Изд. 4-е. М., 1987.; Большой энциклопедический словарь. Т. 1-2. М., 1991.
- Баевский В. С. Синхрония / диахрония // Литературный энциклопедический словарь. — М.: Советская энциклопедия, 1987. — С. 381.
- Баевский В. С. Структура // Литературный энциклопедический словарь. — М.: Советская энциклопедия, 1987. — С. 426
- Баевский В. С. Структурализм // Литературный энциклопедический словарь. — М.: Советская энциклопедия, 1987. — С. 426—427.
- Баевский В. С. Майков // Русские писатели. 1800—1917. Биографич. словарь. — Т. 3. — М.: Большая российская энциклопедия; ФИАНИТ, 1994. — С. 453—458.
- Баевский В. С. Македонов // Смоленск: Краткая энциклопедия. — Смоленск: Траст-Имаком, 1994. — С. 260—263. (Перепечатано в сокращении: Смоленская область: Энциклопедия. Т. 1. Персоналии. — Смоленск: СГПУ, 2001. — С. 153—154.)
- Баевский В. С. Эйхенбаум // Смоленская область: Энциклопедия. Т. 1. Персоналии. — Смоленск: СГПУ, 2001. — С. 284—285.

### Поэзия
- Баевский В. С. Стихотворения 1941—2003 годов. — Смоленск: Филология, 2004. — 78 с. Тираж 50 экз.

### Проза
- Баевский В. С. Сны моего детства // «Знамя». — 2003. — № 10.
- Баевский В. С. Счастье // «Знамя». — 2004. — № 8.
- Баевский В. С. Ассиар // «Знамя». — 2005. — № 5.
- Баевский В. С. Центральный поселок // «Знамя». — 2008. — № 9.
- Баевский В. С. Штрихи в портрету // «Знамя». — 2012. — № 2.

### Интервью
- Семченков Юрий. Книги и мысли Владимира Баевского // Смоленск. — № 4 (72) 11 марта 2013

### Воспоминания
- Баевский В. С. Роман одной жизни. — СПб.: Нестор-История, 2007.

### Публицистика
- Баевский В. С. «Дочь прокурора»: О драме Ю. Яновского в постановке Енакиевского драматического театра им. А. Пушкина на сцене театра г. Чистякова // Горняк, 1954, 9 июня.
- Баевский В. С. Творчество Чехова: К 50-летию со дня смерти писателя // Горняк, 1954, 7 июля.
- Баевский В. С. А. С. Грибоедов: 160 лет со дня рождения // Горняк, 1955, 14 янв.
- Баевский В. С. А. И. Герцен: 85 лет со дня смерти // Горняк, 1955, 21 янв.
- Баевский В. С. Жюль Верн: К 50-летию со дня смерти // Горняк, 1955, 23 марта.
- Баевский В. С. Адам Мицкевич: К 100-летию со дня рождения // Горняк, 1955, 25 ноября.
- Баевский В. С. А. А. Блок: 75 лет со дня рождения // Горняк, 1955, 27 ноября.
- Баевский В. С. Не по наезженной дорожке (название, конечно, не моё) // Учительская газета, 1961. 8 апр.
- Баевский В. С. Шахматы в субботу // Горняк, 1962, 24 марта.
- Баевский В. С. Шахматы в субботу // Горняк, 1962, 31 марта.
- Баевский В. С. Это настоящее искусство <Рец. на гастроли Пензенского гос. театра им. А. В. Луначарского // Горняк, 1962, 7 июня.
- Баевский В. С. Не только физики, но и лирики // Учительская газета, 1962, 13 ноября.
- Баевский В. С. Станиславский в школе // Учительская газета, 1963, 31 янв.
- Баевский В. С. Артист и гражданин // Рабочий путь, 1963, 16 янв.
- Баевский В. С. Солдатам мира <рец.> // Рабочий путь, 1963, 31 янв.
- Баевский В. С.Еврипид в Смоленске <Рец. на спектакль «Медея» театра им. Моссовета> // Рабочий путь, 1963, 13 фев.
- Баевский В. С., Озеров Ю. А.Главная тема и её воплощение <рец. на альманах «Приднепровье»> // Рабочий путь, 1963, 27 июля.
- Баевский В. С. О педагогической практике и педагогической теории // За коммунистическое воспитание, 1963, 19 окт.
- Баевский В. С. Проба голосов <О стихах Э. Кутеповой и Р. Ипатовой> // За коммунистическое воспитание, 1964, 25 янв.
- Баевский В. С. Чистые чувства <О стихах Е. Тарасовой, Э. Кутеповой, Р. Ипатовой> // За коммунистическое воспитание, 1964, 29 фев.
- Баевский В. С. Доброе начало <О стихах Н. Мокрушевой> // За коммунистическое воспитание, 1964, 31 дек.
- Баевский В. С. Стихи Леонида Андреева // Народный учитель, 1965, 4 дек.
- Баевский В. С. <О стихах В. Яковлева> // Народный учитель, 1966, 15 янв.
- Баевский В. С. <О стихах А. Кутилова> // Народный учитель, 1966, 22 янв.
- Баевский В. С. <О стихах Л. Маллер> // Народный учитель, 1966, 22 февр.
- Баевский В. С. Два стихотворения <О стихах В. Яковлева> // Народный учитель, 1966, 5 ноября.
- Баевский В. С. Народная песня // Народный учитель, 1966. 31 дек.
- Баевский В. С. Мир поэзии <рец. на концерт Д. Н. Журавлева> // Народный учитель, 1967, 18 апр.
- Баевский В. С. Это многих славный путь: Из истории литературной Смоленщины // Рабочий путь, 1967, 1 дек.
- Баевский В. С. В филологическом кружке // Народный учитель, 1968, 5 апр.
- Баевский В. С. О научной работе студентов // Народный учитель, 1968, 5 апр.
- Баевский В. С. В чём миссия критика? <О Р. Ипатовой> // Литературная Россия, 1969 10 янв. — № 2.
- Баевский В. С. Взыскующий коммунизма: Памяти проф. Д. П. Маковского // Народный учитель, 1970, 15 янв.
- Баевский В. С. Над чем работает филологический кружок // Народный учитель, 1972, 27 янв.

### Радио- и телевыступления
- Литература без цензуры. РР. 1992: Один на один с правдой. 16 марта;
- М.Цветаева. «Генералам двенадцатого года». 15 апр.;
- М.Цветаева. Тучков-четвертый. 29 апр.; повторение: 15 июня; Некрасов под цензурой. 11 мая;
- Некрасов без цензуры. 18 мая;
- Некрасов без цензуры (окончание). 25 мая.
- Л.Семенов. РР. 1992, 18 дек. Повторение: 1993, 1 февр.
- О Пушкине. СР. 1993, 3 февр.
- О Рыленкове. СР. 1993, 15 февр.
- О Пастернаке. СР. 1993, 24 июля.
- О русско-американской школе, посвященной серебряному веку. Смоленское телевидение, 1993, 21 июля.
- О русско-американской школе. РР. 1993, 22 июля.
- О русско-американской школе. СР. 1993, 23 июля.
- О русско-американской школе. Телерадиокомпания Останкино. 1993, 7 авг.
- О русско-американской школе. РР (прямой эфир). 1993, 12 авг.
- Некрасов под цензурой // Радио России. 1994, 20 мая. 15 мин.
- Некрасов против цензуры // Радио России. 1994, 27 мая. 15 мин.
- .Некрасов без цензуры // Радио России. 1994, 3 июня. 15 мин.
- А. Т. Твардовский и А. В. Македонов // 19 и 20 апр. 1994. 22+22 мин.
- О диссертационном совете. Интервью. Прямой эфир. // 5 июля 1994. 12 мин.
- Об «Истории русской поэзии». Интервью. Прямой эфир. // 12 июля 1994. 10 мин.
- Интервью о Твардовском для Радио России. Передача 21.6.95.
- <О Грибоедове>. <Интервью для Смоленского радио>. 1995. 11.1. 19:30-19:45.
- III Международная Пушкинская конференция. Интервью для Смоленского радио. Передача состоялась 6.6.95.
- Золотая словесная груда <О Есенине>. Передача смоленского радио. Состоялась 3.10. 95.
- Эпохи Твардовского и Македонова // СР. 1996. 27.3. 20 мин.
- О книге: Македонов А. В. Эпохи Твардовского. Баевский В. С. Смоленский Сократ. Илькевич Н. Н. «Дело» Македонова. Смоленск: Траст-Имаком, 1996 // Коммерческое TV Смоленска. 18-19 мая (четыре раза). По 3 мин. 5 сек.
- Светлое имя ПУШКИН // СР. 1996. 5.6. 15 мин.
- Коллега из Новой Зеландии Иэн Лилли. СР. 1996. 10.9.96. 5 мин.
- Русско-американская пушкиниана. СР 1996. 23.10. 20 мин.
- Интервью для Смоленского TV. На тёплом пёнушке. Р. Ипатовой. 1997. 4.11. 27 мин.
- Интервью для Смоленского радио. К Пушкинскому юбилею. Т. В. Анисимовой. 98. 5.6. 23 мин.
- Интервью для Смоленского радио. К Пушкинскому юбилею. Т. В. Анисимовой. 98. 20.11. 23 мин.

Повторение: 99. 9.2.
- Разговор о Пушкине. Смоленское ТВ. 4.6.99. 18.40—19.10. Рая Ипатова.
- Диалог. Смоленская телекомпания «Феникс». 30.6.1999. 18:50-19:15. С. В. Новиков.
- Передача по Смоленскому радио об Ахматовой. 5 марта 2000. 28 мин. Интервью Т. В. Анисимовой.
- Смоленское телевидение. О Маяковском (ко дню рождения). 5 мин. Интервью Н. Ефременковой. Сильно урезано. 19 июля 2000.
- Смоленское телевидение. День рождения Пушкина. Диалог с Р. Ипатовой. 6.6.2001. 30 мин.
- Смоленское телевидение. К выходу в свет «Поэтов земли Смоленской». Сент. 2001.
- День рождения Пушкина. Диалог с Р. Ипатовой. Смоленское телевидение. 6.6.2002. 30 мин.
- О работе диссертационного совета. СР. 24.11.2003. 8.20 — 8.30.
- Юбилейное интервью. СР. 28.9. 2004. 10 мин. 4 раза в течение дня.